# ジョージ・フレーベル船長邸博物館
ジョージ・フレーベル船長邸博物館（英: Captain George Flavel House Museum）またはジョージ・フレーベル船長邸と馬車小屋（英: Capt. George Flavel House and Carriage House）は、アメリカ合衆国オレゴン州アストリアにある邸宅博物館。1885年に建造したクイーン・アン様式の建物で、コロンビア川の水先案内人であった富豪ジョージ・フレーベルの自邸であった。
フレーベル邸と隣接する馬車小屋は、1980年に国家歴史登録財となった。現在、邸宅はクラトソップ郡歴史協会が所有・運営している。
この博物館は、アストリアで撮影が行われた映画『グーニーズ』では、マイキーの父がこの博物館の学芸員という設定であった。